# Pani
Pani är en ort i Burkina Faso.   Den ligger i regionen Centre-Ouest, i den centrala delen av landet, 120 km sydväst om huvudstaden Ouagadougou. Pani ligger 316 meter över havet och antalet invånare är 158.
Terrängen runt Pani är platt. Runt Pani är det ganska glesbefolkat, med 31 invånare per kvadratkilometer.. Närmaste större samhälle är Gori, 19,9 km söder om Pani.
Omgivningarna runt Pani är en mosaik av jordbruksmark och naturlig växtlighet.